# Ingrid Retterath
Ingrid Retterath (* 1965 in Hürth) ist eine deutsche Autorin von Reiseführern und Wanderbüchern.
Retterath studierte Jura in Augsburg, Köln und Bonn. Die Autorin, Juristin und Beamtin lebt mit ihrer Familie in der Nähe von Köln in Hürth. Sie schreibt seit 1999 Reise- und Wanderführer zu Reisezielen im In- und Ausland. Einige ihrer Bücher handeln von der Eifel, wo väterlicherseits ihre Wurzeln liegen; der Vater stammt aus Mayen, der Großvater wurde in Retterath geboren.

## Werke (Auswahl)
- 2025: Via Francigena von Lausanne nach Rom, Conrad Stein Verlag, ISBN 978-3-86686-842-7
- 2024: Britische Inseln : 30 Wanderungen, die man einmal im Leben gemacht haben muss, Droste Verlag, ISBN 978-3-86686-842-7
- 2023: Bergisches Land : Schlösser und Burgen, Wartberg Verlag, ISBN 	978-3-8313-3308-0
- 2023: Köln, Bonn mit Kindern, Peter Meyer Verlag, ISBN 978-3-89859-472-1
- 2020: Wanderungen für die Seele, Droste Verlag, ISBN 978-3-7700-2166-6
- 2019: Dein Köln Mausschlaue Freizeittipps, Droste Verlag, ISBN 978-3-7700-2071-3